# Cihla

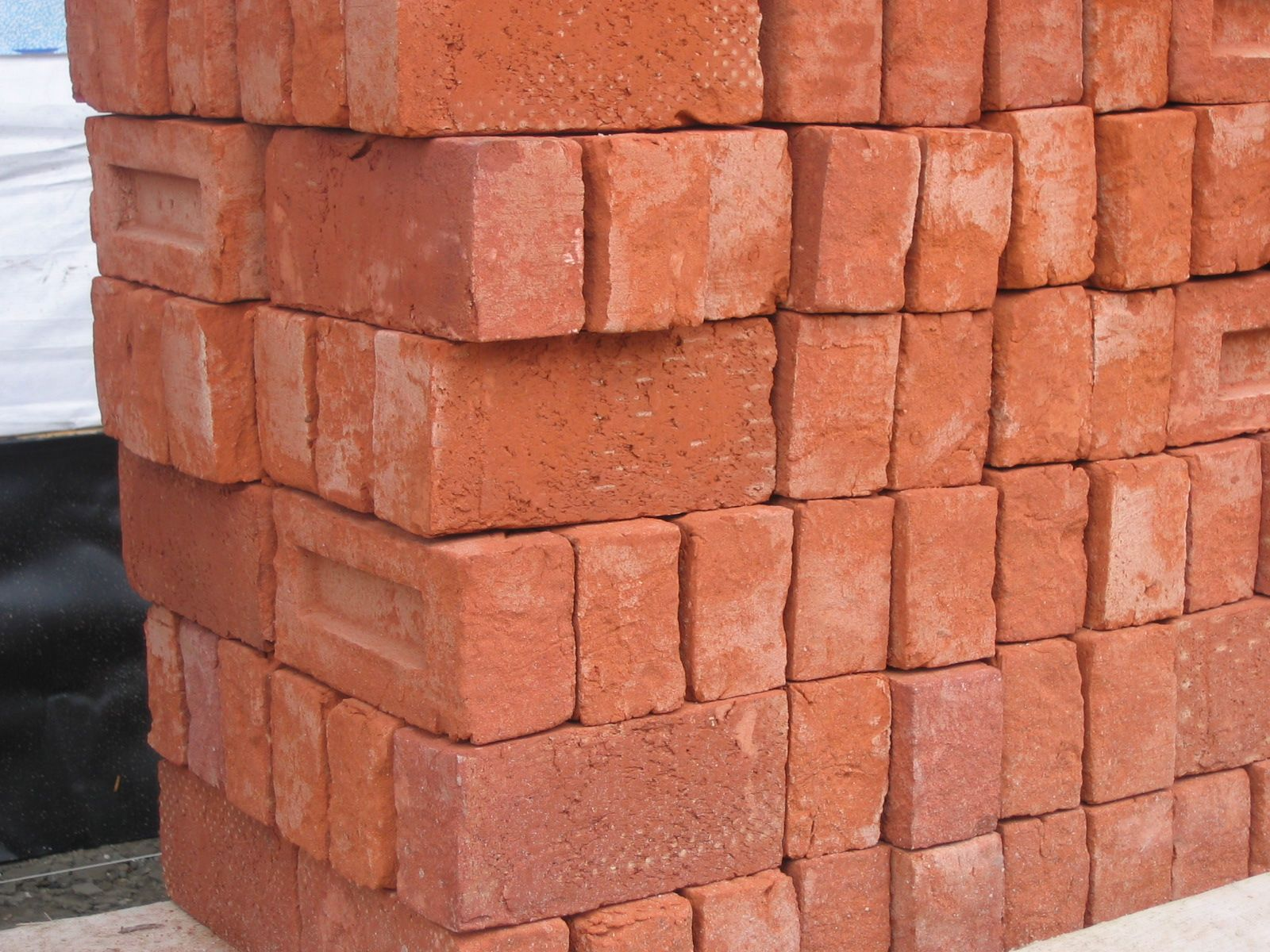
Pálené cihly připravené k použití

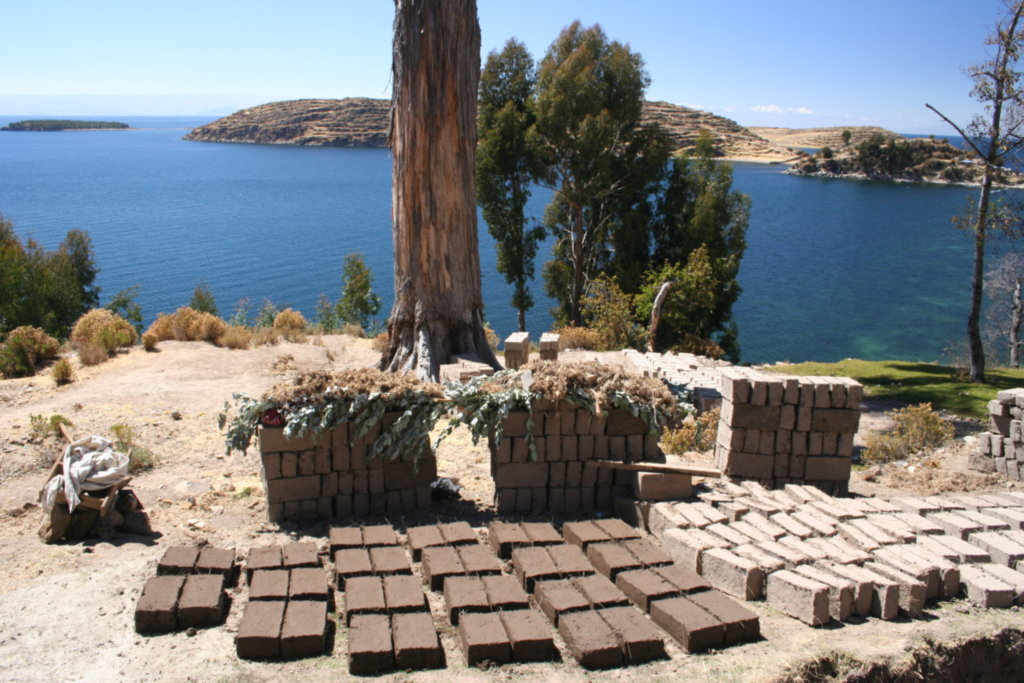
Výroba nepálených cihel

Cihla je stavební prvek, lidmi vytvořený umělý „kámen“, vyrobený formováním hlíny do pravidelných útvarů (nejčastěji kvádrů s poměrem stran 4 : 2 : 1, existují ale i složitější moderní tvary). Cihly jsou velmi starým stavebním prvkem. Nejstarší formou jsou cihly sušené (vepřovice), známé nejméně 10 tisíc let. Pálené cihly a střešní tašky, zprvu vyráběné hrnčířským způsobem, jsou také známé už od starověku a výslovně je připomíná starobabylonský Epos o Gilgamešovi (3. tisíciletí př. n. l.) Cihly se vyrábějí v cihelnách. Řemeslo, které se zabývá výrobou cihel, se nazývá cihlářství.
Běžné cihly se vytvrzují buďto působením žáru ve vypalovací peci (pálené cihly) nebo v zemích s teplým podnebím se suší na slunci (nepálené druhy cihel). Mezi ně lze zahrnout i vepřovice, což jsou sušené cihly, často s příměsí pilin nebo slámy pro zlepšení izolačních vlastností. V Česku se používaly až do 19. a 20. století. Podobnou technologií jako pálené cihly se v cihelnách z cihlářské hlíny vyrábějí také další stavební prvky, např. střešní tašky, meliorační trubky, ozdobné dlaždice, cihlové tvárnice, hurdisky apod.
Cihla je víceúčelový stavební materiál, který je při stavbě nejčastěji spojován maltou. Z páleného cihlového zdiva lze postavit klasickým způsobem až osmipatrové budovy (za předpokladu dobrých základů a železobetonových věnců v každém patře). Vyšší budovy již nelze stavět, protože by se tlak budovy v přízemí již nebezpečně přiblížil pevnosti cihel.

## Tradiční plná pálená cihla

### Výroba
Nejprve se natěží cihlářská hlína, která se dále dopravuje buďto úzkokolejnými vozíky nebo nákladními automobily, případně lanovými dráhami do zásobníku (tzv. hliník neboli hliniště), v němž se natěžená zemina drtí. V současné době se navíc části přidávají pomocné lehčící a ostřící suroviny (např. nižší objemová hmotnost, lepší tepelně izolační vlastnosti, nižší vypalovací teplota, apod.), jako jsou například piliny apod. Poté se celá směs mele, drtí a mísí a směřuje do lisu, který protlačováním vytváří souvislý pás hmoty. Ten se rozřezává pomocí řezacích drátů a vznikají první cihlářské tvárnice. Ty dále směřují do sušáren, kde jsou vysoušeny na obsah vlhkosti maximálně 2%. Po 2–3 dnech v sušárně směřují do vypalovací pece, kde se vypalují  jeden až dva dny. Nakonec následuje roztřídění dle přesnosti rozměrů, skladování (většinou na paletách, 250–300 cihel/paleta) a expedice. Některé cihlářské výrobky se ještě povrchově upravují, impregnují nebo opatřují nepropustnou glazurou.

### Vlastnosti

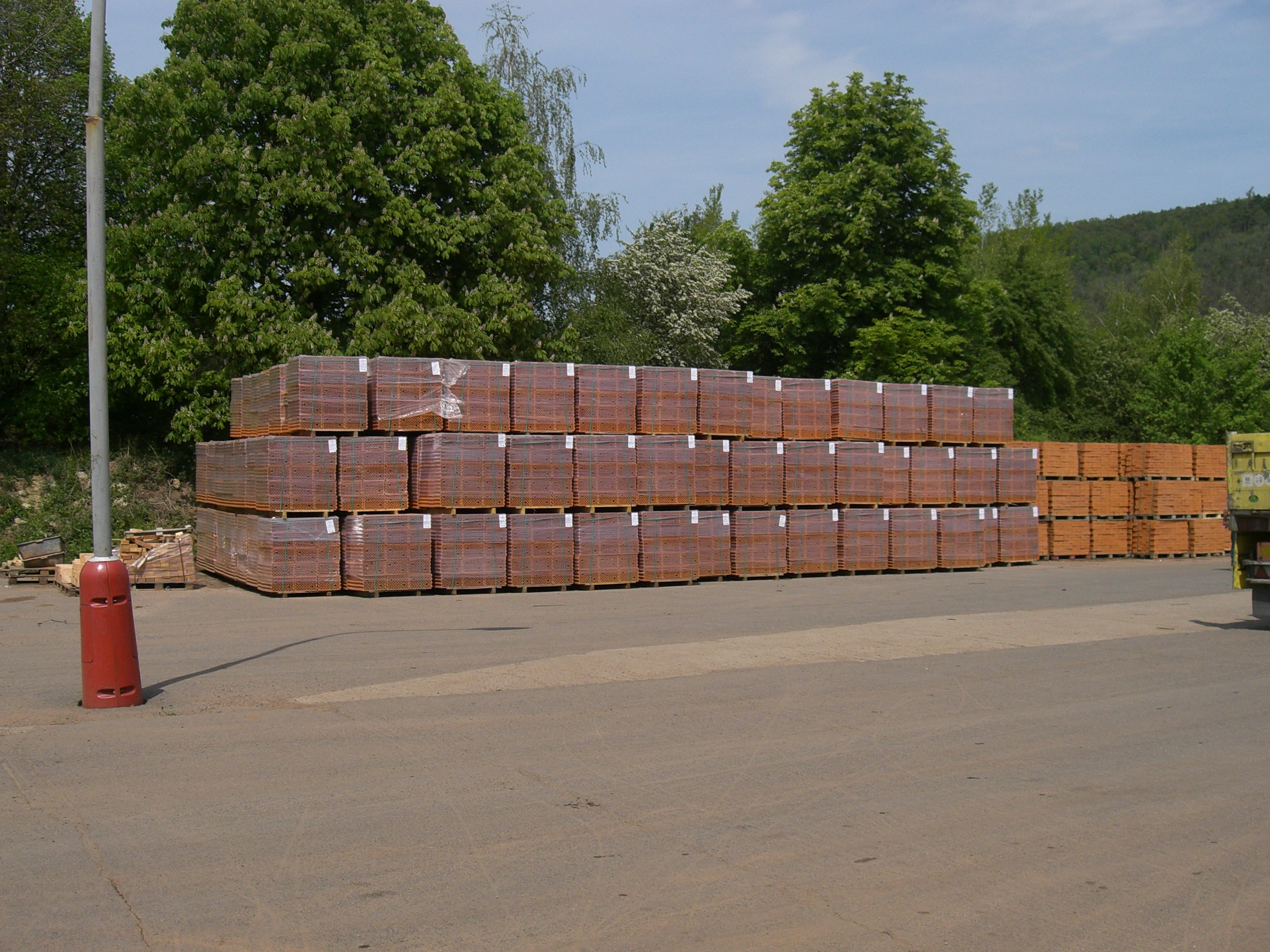
Cihly připravené k odeslání

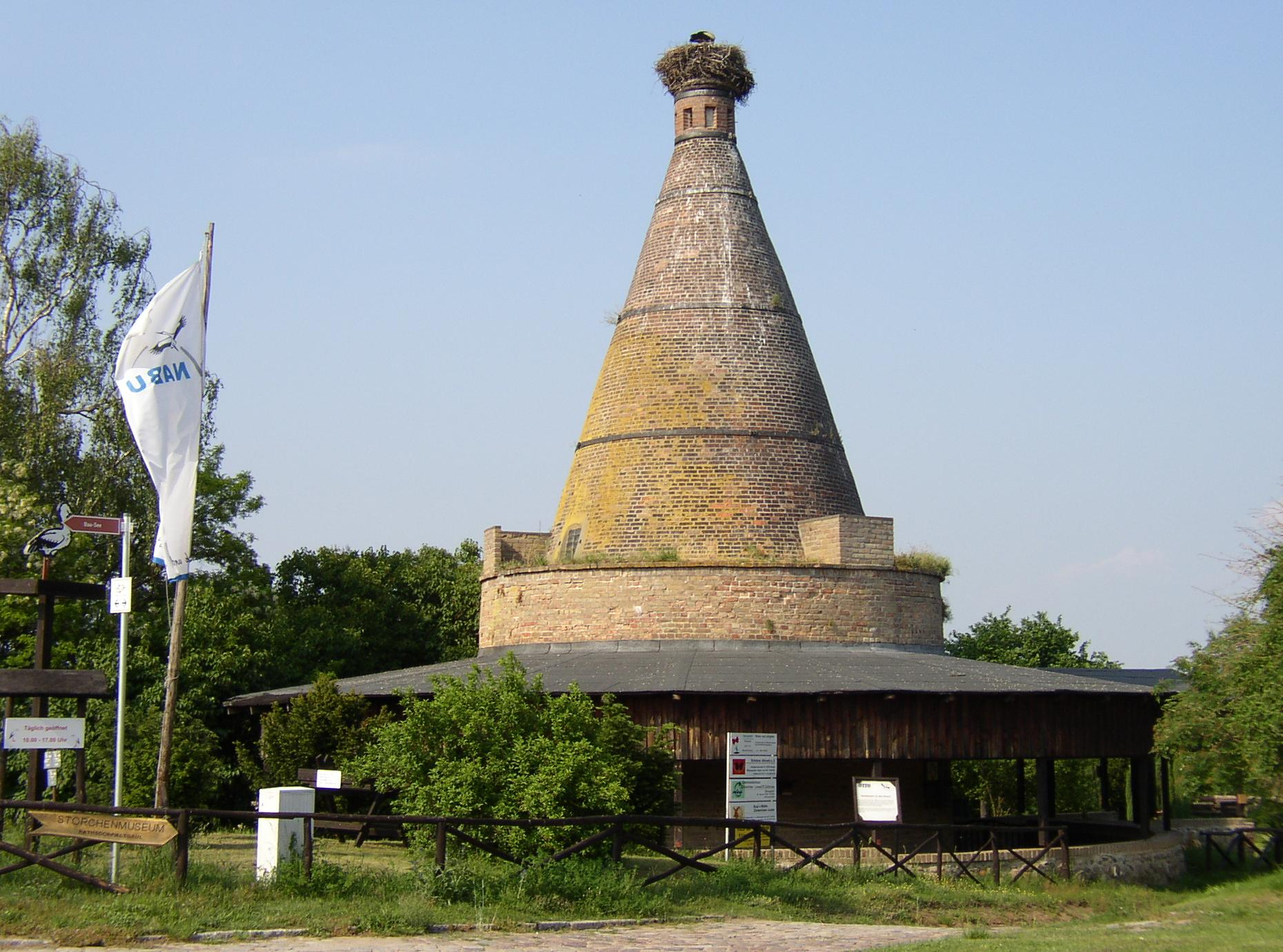
Stará cihelna (pec) v Wriezen–Rathsdorfu v Německu

- Dobrá pevnost při relativně nízké hmotnosti
- Vysoká schopnost akumulace tepla
- Klasický modulový formát
- Ekologická nezávadnost (přírodní materiál)
- Dobré zvukově izolační vlastnosti
- Vysoká požární odolnost
- Špatné tepelně izolační vlastnosti (u plných cihel)
- Estetický vzhled, tradiční cihla může být použita bez omítky jako režné zdivo

### Technické údaje
Rozměry novodobých pálených cihel:
| Skutečné rozměry                        | 290 × 140 × 65 mm |
| Konstrukční rozměr (s omítkou a maltou) | 300 × 150 × 75 mm |
| Hmotnost                                | 4,7 kg/ks         |
| Objemová hmotnost                       | 1900 kg/m³        |
| Pevnost v tlaku                         | 15–80 MPa         |
| Nasákavost                              | 15%               |

Rozměr cihel vychází z jedné stopy, což je 12 palců – 12" × 6" × 3". Rozdělením cihly získáme části nazývané:
- „devítka“ – 3/4 cihly = 9" – také „tříčtvrtka“
- „půlka “ – 1/2 cihly
- „kvantlík“ – 1/4 cihly – také „čtvrtka“
- „pásek“ – 1/2 cihly rozpůlené po délce

NF – Normalformat – mezinárodně standardizovaná jednotka pro děrované cihly; 1 NF = cihla o rozměrech 250 x 120 x 65 mm. Děrované cihly se využívají ve stavebnictví zejména v zemích střední a východní Evropy (např. v České republice, na Slovensku, v Polsku, v Německu, v Rakousku, v Maďarsku aj.).
c. j. – Cihelná jednotka – Český statistický úřad (ČSÚ) používá (mimo dalších) označení Cihelná jednotka (c. j.) – jde taktéž o cihlu o rozměrech 25 x 12 x 6,5 cm (1000 c. j. = 1,95 m³).

### Použití
Cihly se pro vytváření zdiva sestavují do vhodných skladeb tak, aby překrývaly svoje spáry a spojují se maltou:
- běhounová (zdivo tl. 150, 300 mm)
- vazáková (zdivo tl. 300 mm)
- křížová (zdivo tl. 450 mm)
- polokřížová (zdivo tl. 450 mm)

## Další druhy cihel

### Lícovka
Lícovka je lícová cihla s nadprůměrnými technickými vlastnostmi z čistého jílu, často i ze směsi jílů, ovšem bez příměsi pilin a jiných lehčiv, která by snižovala kvalitu cihel z hlediska pevnosti v tlaku a odolnosti proti mrazu a větru. Jíl musí být bohatý na minerály a ve správných poměrech (např.: vápník, sodík, železo, uhlík, křemík apod.). Lícové zdivo má silnou historickou tradici zejména v Anglosaském světě. Cílem zdění z lícovek nebylo primárně dosáhnout estetické hodnoty, nýbrž ochránit konstrukci před působením vlhkosti, mrazu a povětrnostních podmínek, které by znehodnocovali stav omítané fasády.

Lícové cihly ražené 
Pálená cihla označovaná jako lícová cihla ražená se vyrábí ražením čistého drceného kvalitního cihlářského jílu bez příměsí. Cihly se razily do speciálních forem buďto vlhčených nebo suchých, kdy byla cihlářská hmota obalena pískem před vyražením do formy. Často má taková lícová cihla ražená vrásčitý vzhled líce. Všechny 4 strany cihly jsou pohledové. Výsledná nasákavost je dána množstvím vody, které se přidává do rozdrceného a přesévaného jílu. Nasákavost ražených cihel se historicky pohybovala od 3% až do 18% podle potřeby dle podnebí stavby. Dnes se na trhu většinou setkáme s raženými lícovými cihlami, které mají nasákavost od 12% do 18%. Lícové cihly ražené je možné použít v interiéru i exteriéru, k řešení fasády rodinného domu či velkých objektů i jako povrchovou úpravu při zateplení fasády. Z lícovek můžete rovněž realizovat ploty a oplocení, komíny, krby atd.
Cihly klinker 
Pálená cihla Klinker bývá díky zvuku, který vydává při poklepu, označována někdy také jako zvonivka. Jedná se o lícovou cihlu vysoké kvality s nasákavostí do 6%. Cihla KLINKER je dnes už téměř výhradně vyráběna strojovým lisováním. Tím je dáno, že má 3 strany pohledové a 1 technologickou na rozdíl od lícové cihly ražené, která má všechny 4 strany pohledové. Pálená cihla KLINKER je přírodní materiál vynikajících funkčních i technických vlastností. Cihly KLINKER je možné použít v interiéru i exteriéru, k řešení fasády rodinného domu či velkých objektů i jako povrchovou úpravu při zateplení fasády. Z cihel KLINKER můžete rovněž realizovat ploty a oplocení, komíny, krby atd. Lisované cihly KLINKER jsou náchylné na ztrátu svých vlastností při mechanickém poškození. Je to dáno pnutím v cihle, které vzniká lisováním. Ražené cihly KLINKER dnes už pravděpodobně nikdo nevyrábí a to z důvodu vysoké spotřeby energie při ražení hutné cihlářské hmoty s nižším objemem vody. Je ovšem možné je sehnat z bouraček starých zděných objektů z 19. století (továrny, stodoly, vlaková nádraží, bytové domy).

### Věncovka
Věncovka je moderní cihla nahrazující bednění klasickými prkny při zakončení zdi tzv. věncem. Na okraj zdi se shora postaví z těchto tenkých cihel pás, zabraňující vytékání betonu.

### Dutá cihla
Duté cihly se používají na stavbu příček a jiných konstrukci (současný název je příčkovka), kde je požadována lehkost. Je to v podstatě cihla běžných rozměrů, ve které jsou ve směru nejdelšího rozměru vytvořeny typicky dvě dutiny čtvercového průřezu, takže má cihla asi 1 cm silné stěny s jednou příčkou uprostřed. Existuje několik dalších cihelných výrobků, které mají dutiny, například CDM blok, hurdiska ("podlažní" cihla) a pod.

### Příčkovka
Je v současnosti jiný název pro dutou cihlu z odstavce výše. Dříve se tímto názvem označovaly také cihly asi poloviční tloušťky se čtyřmi podélnými dutinami, které se používaly na zdění velmi tenkých a lehkých příček. S příchodem "přesných tvárnic" z porobetonu se vyrábět přestaly. Měly ale na rozdíl od nich jednu výhodu, dutinami se (podobně jako u současných příčkovek) snadno protahovaly kabely elektrické instalace.

### Cihly z jiných materiálů
Krom pálených cihel existují ještě další zdící (či konstrukční) prvky, kterým se běžně říká cihla, ačkoliv nemají s pálenou hlínou nic společného. Jsou to zejména cihly šamotové a vápenopískové nebo cementové. První z nich se využívají tam, kde je potřeba odolnost proti žáru, u druhé z nich se cení jednak odolnost proti vlhku a přesné rozměry. Velmi těžké magnezitové cihly, které vydrží vysoký žár (udává se 1800 °C), byly součásti konstrukce akumulačních kamen. V nich nebyly spojeny maltou ale jen složeny uvnitř (obvykle kovové) konstrukce. Dnešní využití starých magnezitových cihel je rovněž pro konstrukci topidel – zejména krbů.

### Cihelné tvárnice
Cihelné tvárnice se vyráběly již v ČSSR v cihelně v Číčenicích a mnoha dalších obcích (např. Týn nad Vltavou, Kostelec nad Orlicí, Lety u Písku, Novosedly na Moravě, Hostomice nad Bílinou, Řepov u Mladé Boleslavi, Holice v Čechách, Tuněchody u Chrudimi, Osík u Litomyšle, Přeštice u Plzně, Jivno, Mladá Vožice, Kunín, Hrachovec, Štíty, Dolní Bukovsko, Hevlín, Mískolesy u Náchoda, Krčín u Náchoda a další). V roce 1989 se v Československu nacházelo asi 117 cihelen. Dnes existuje více výrobců s ucelenými zdícími systémy. Jedná se o poměrně přesné výrobky z pálené hlíny, které se skládají z velkého množství vzduchových komůrek, případně ještě vyplněné dalšími izolačními materiály (minerální vata, polystyrenové kuličky). Umožňují rychlou stavbu a existují v různých rozměrech pro obvodové, nosné a příčkové zdivo, pro překlady a stropní konstrukce. Lepí se obvykle speciální maltou, nebo pomocí pěnového polyuretanu. Mezi sebou se v jedné vodorovné řadě někdy skládají jen k sobě (na pero–drážku) bez malty. Zdivo z tohoto materiálu má dobrou izolační schopnost při částečném zachování tepelné akumulace, která je ovšem znatelně nižší než u cihel plných. Součástí zdících systémů jsou krom uvedeného i jiné výrobky jako jsou kovové kotvící prvky, kterými se zpevňují T spoje (například mezi příčkou a na ni kolmou obvodovou zdí), nebo různé hydroizolační pásy.

### Zvonivka
Specifickou skupinou cihel jsou již zmíněné tzv. zvonivky též známé pod názvem klinkery[zdroj?], pálené při teplotě kolem 1200 °C. Pro tak vysoký stupeň výpalu je třeba kvalitní cihlářský jíl se správným poměrem minerálů a také je náročnější na samotnou výrobu. Drcený a prosévaný jíl se mísí s nižším objemem vody, než je tomu při výrobě lícových cihel s vyšší nasákavostí. Výsledná cihlářská hmota před formováním je proto i citelně tužší. Ještě v 19. století se zvonivky/klinkery vyráběly ražením do forem, nicméně z důvodu větší pracnosti při ražení tužší cihlářské hmoty a z důvodu vyšší spotřeby energie při strojové výrobě se výroba zvonivých cihel dnes už téměř výhradně provádí lisem a řezáním hmoty ocelovou strunou na obvyklé cihlářské formáty. Výhodou je nižší spotřeba energie při strojové výrobě lisováním. Nevýhodou je dodatečné pnutí vzniklé lisováním, které znamená ztrátu pevnosti v tlaku a mrazuvzdornosti při mechanickém poškození líce cihly. Ražené klinkery ve formách tímto defektem netrpí. Obecně jsou zvonivky odolné proti vlhkosti, mají vysokou pevnost v tlaku (30 až 70 MPa), jsou mrazuvzdorné i výjimečně žáruvzdorné. Používají se v případě, kdy je potřeba odolnosti proti povětrnostním podmínkám, mrazu střídajícímu déšť a kde je nutná vyšší pevnost v tlaku z hlediska nosnosti konstrukce.
Jejich většímu využití brání jejich vyšší cena, která je oproti běžné cihle několikanásobná. Vyrábějí se i v podobě obkladových pásů, které se na objekt lepí podobně jako dlaždice. V této podobě existují i rohové prvky, takže iluze cihelného zdiva je zcela dokonalá a také existují v řadě vzorů. Při práci s pravými zvonivkami je ale nutné dodržet určité technologické postupy, které běžný zedník nemusí ovládat a i složení malty má svoje specifika. Současní výrobci obvykle dodávají speciální maltu k těmto cihlám hotovou. Pokud se tyto postupy dodrží, má objekt z nich postavený velmi dlouhou trvanlivost.

### Ostatní cihelné výrobky
V této kategorii jsou cihly pro zvláštní způsoby využití:
- cihla vínovka, sloužící k uložení lahví
- cihla trativodka, která odvodňuje zeminu
- cihelný pásek, který slouží k obkládání stěn a různých povrchů.[2]

### Historické cihly
- cihly zdící
- cihly krycí
- cihly dlažicí, dlažice a dlažky
- kabřince
- pácy
- buchty
- klenáky
- vejžlabky

## Výrobci cihel
- Wienerberger – největší světová skupina výrobců cihel a jiných stavebních materiálů. V České republice působí pod názvem Wienerberger s.r.o., se sídlem v Českých Budějovicích. Součástí skupiny Wienerberger Česká republika se stala rovněž společnost
  - Tondach Česká republika s.r.o. produkující keramické střešní tašky, přičemž společnost Tondach Česká republika zanikla fúzí se společností Wienerberger v roce 2019, avšak produktová značka střešní krytiny Tondach je používána nadále.
  - Cihelna Kinský, spol. s r. o., se sídlem v Kostelci nad Orlicí (patří rovněž do skupiny společností Wienerberger).
- Heluz – Druhým nejvýznamnějším výrobcem cihel v České republice je společnost Heluz cihlářský průmysl v.o.s. se sídlem v Dolním Bukovsku. Společnost Heluz má cihelny v Dolním Bukovsku, v Hevlíně a v Libochovicích.

### Jiné významy slova
Slovo se někdy používá pro označování předmětů tvarem či barvou připomínající klasickou cihlu (kvádr), např.:
- zlatá cihla – bankovnictví
- cihly sýra – potravinářství (eidamský sýr)